# 22 Dywizja Piechoty (III Rzesza)
22 Dywizja Piechoty (niem. 22. Infanterie-Division) – niemiecka dywizja z czasów II wojny światowej.

## Formowanie  i walki
Sformowana 1 października 1934 pod ukrytą nazwą Kommandant von Bremen, miejsce stacjonowania sztabu Brema. Na mocy rozkazu z dnia 15 października 1935 otrzymała oficjalną nazwę 22 Dywizja Piechoty „Luftlande”. Stacjonowała w X Okręgu Wojskowym. W styczniu 1939 pododdziały dywizji ostatecznie przystosowano do transportu drogą lotniczą. W marcu 1945 jednostkę przeformowano w 22 Dywizję Grenadierów Ludowych.

## Dowódcy dywizji
- gen. mjr Wilhelm Kietel 1 X 1934 – 15 X 1935
- gen. por. Adolf Strauß 15 X 1935 – 1 X 1938
- gen. mjr Hans Graf von Sponeck 1 X 1940 – 10 X 1941
- gen. Ludwig Wolff 10 X 1941 – IV 1942
- gen. mjr Wilhelm von Apll V 1942 – 1 VIII 1942
- gen. Friedrich-Wilhelm Müller 1 VIII 1942 – 15 II 1944
- gen. mjr Heinrich Kreipe 15 II 1944 – III 1945
- gen. por. Helmut Friebe III 1945 – 15 IV 1945
- gen. por. Gerhard Kühe 15 IV 1945 – 8 V 1945

## Struktura organizacyjna
Skład w sierpniu 1939
- 16  pułk piechoty: miejsce postoju sztabu, I, II, III  i rezerwowego batalionu – Oldenburg;
- 47  pułk piechoty: miejsce postoju sztabu, I  i III  batalionu – Lüneburg, II  batalionu – Soltau oraz rezerwowego batalionu – Verden;
- 65  pułk piechoty: miejsce postoju sztabu, I, II  i rezerwowego batalionu – Delmenhorst, III  batalionu – Verden;
- 22  pułk artylerii: miejsce postoju sztabu, I  i III  dywizjonu – Verden, II  dywizjonu – Lüneburg;
- I  dywizjon 58  pułku artylerii ciężkiej: miejsce postoju – Oldenburg;
- 22  batalion pionierów: miejsce postoju – Nienburg;
- 22  oddział przeciwpancerny: miejsce postoju – Brema;
- 22  oddział łączności: miejsce postoju – Brema;
- 22  oddział obserwacyjny: miejsce postoju – Brema;

Skład w styczniu 1940
16, 47  i 65  pułk piechoty, 22  pułk artylerii, I /58  pułk artylerii ciężkiej,  22  batalion pionierów, 22  oddział rozpoznawczy, 22  oddział przeciwpancerny, 22  oddział łączności, 22  batalion przeciwlotniczy, 22  polowy batalion zapasowy;
Skład w marcu 1945
16, 47  i 65  pułk grenadierów, 22  pułk artylerii, 22  batalion pionierów, 122  pancerny oddział rozpoznawczy, 22  oddział przeciwpancerny, 22  oddział łączności, 22  batalion przeciwlotniczy, 22  polowy batalion zapasowy;